# 中国铁路文工团

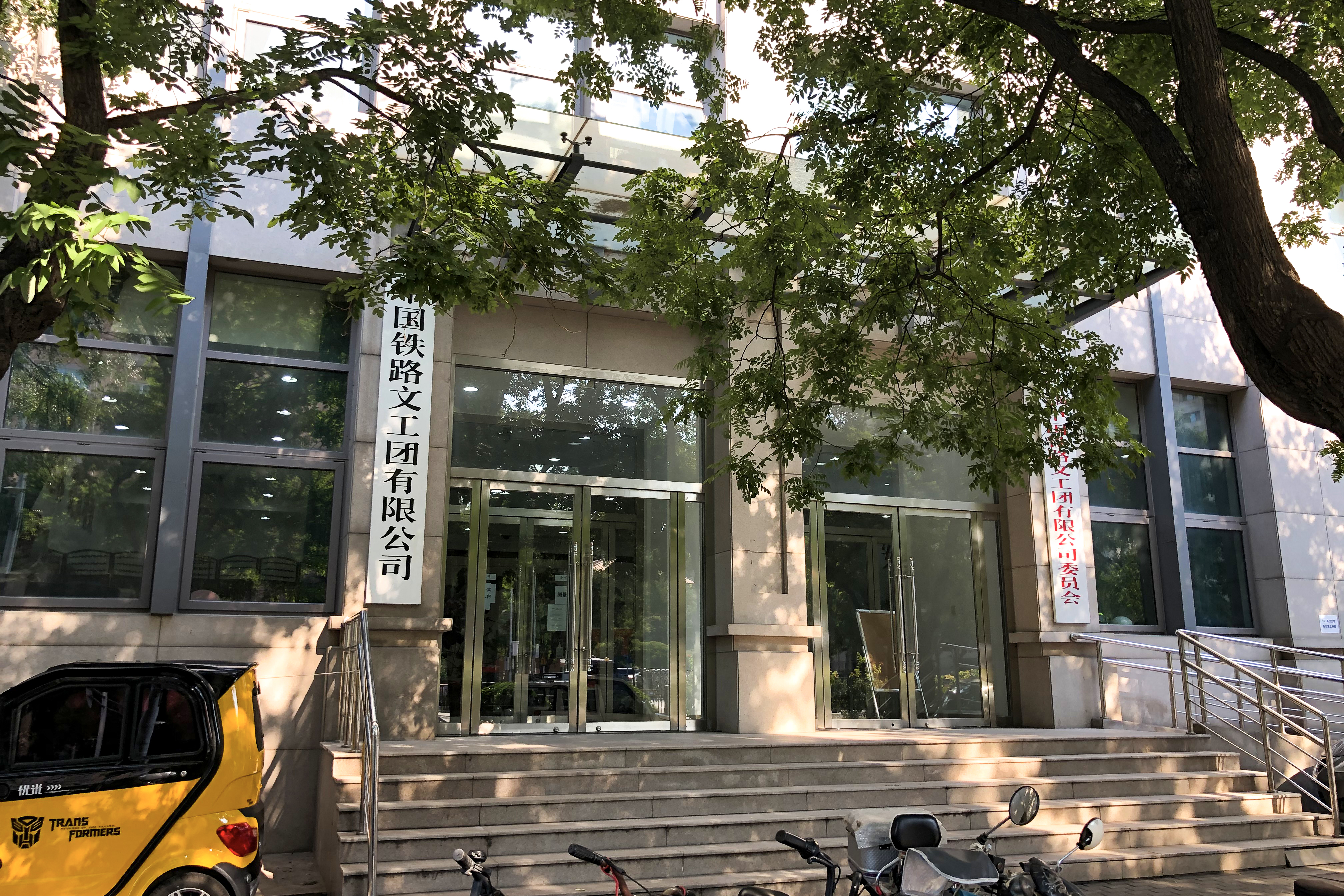
位于二七剧场西侧的中国铁路文工团机关

中国铁路文工团，总部位于北京市西城区二七剧场路15号，是中国国家铁路集团有限公司直属企业单位，中华人民共和国国家级大型综合文艺团体。

## 简介
中国铁路文工团于1950年10月成立。初名中国铁路文艺工作团。1951年2月，该团首创了“文化列车”作为流动舞台，在中华人民共和国全国铁路沿线开展慰问演出。1960年1月26日，该团改编为中国铁道艺术剧院（内设话剧团、歌剧团、音乐舞蹈团、杂技团、曲艺队），同时二七剧场开幕。后改为中国铁路文工团。该团演员常年到铁路各站段、各单位为铁路职工演出。中国铁路文工团建团初期仅有100余人，到21世纪初已拥有500多名艺术家及工作人员。2013年，中国铁路文工团的上级单位中华人民共和国铁道部撤销，中国铁路文工团等原铁道部下属的事业单位由中国铁路总公司管理。随后中国铁路文工团转为企业单位。
2016年时，中国铁路文工团内设机构共11个：综合管理部（党群工作部）、人力资源部（党委组织部 ）、计划财务部、后勤管理部、艺术创作部、演出联络部、歌舞团、曲艺杂技团、影视舞台剧制作中心、舞美工程部、二七剧场管理部。全团演职人员近400人。

## 历任领导
| 团长 …… - 章洛（？—？） …… - 李瑞明（1980年代—1990年代） - 陈旭光（？—？） - 薛川（2007年—？） - 刘志江（？—） | 党委书记 …… - 陈旭光（？—？，团长兼） - 薛川（？—？，团长兼） - 刘志江（？—2016年7月，团长兼） - 李贺明（2016年7月—） |

## 优秀人才
中国铁路文工团涌现出许多知名艺术家，如：作曲家孟卫东、薛瑞光，相声演员侯跃文、石富宽、于谦、李嘉存、奇志、陈寒柏、王敏，影视演员张国立、邓婕、李明启、王志飞、沙玉华、娟子、霍青。